# Sydöstra Ölands sjömarker
Sydöstra Ölands sjömarker este o arie protejată (arie specială de conservare — SAC, sit de importanță comunitară — SCI, arie de protecție specială avifaunistică — SPA) din Suedia întinsă pe o suprafață de 8.866,9 ha, integral pe uscat.

## Localizare
Centrul sitului Sydöstra Ölands sjömarker este situat la coordonatele 56°26′10″N 16°36′04″E / 56.4362°N 16.6012°E.

## Înființare
Situl Sydöstra Ölands sjömarker a fost declarat sit de importanță comunitară în iulie 2000 pentru a proteja 2 specii de plante și 17 specii de animale. Alte tipuri de protecție:
- arie de protecție specială avifaunistică (în iulie 2000)[2]
- arie specială de conservare (în martie 2011)[1][3][4]

## Biodiversitate
Situată în ecoregiunile continentală și marină baltică, aria protejată conține 16 habitate naturale: Pajiști fino-scandinave uscate până la mezice, bogate în specii de altitudine mică, Pajiști cu Molinia pe soluri calcaroase, turboase sau argilos-nămoloase (Molinion caeruleae), Dune de coastă fixe cu vegetație erbacee („dune gri”), Vegetație anuală la limita mareei, Pajiști uscate seminaturale și facies de acoperire cu tufișuri pe substraturi calcaroase (Festuco-Brometalia) (* situri importante pentru orhidee), Pajiști carstice calcaroase sau bazofile, de Alysso-Sedion albi, Lagune de coastă, Insulițe și insule mici din Baltica boreală, Litoraluri nisipoase din Baltica boreală cu vegetație perenă, Salicornia și alte specii anuale care populează regiunile mlăștinoase și nisipoase, Fânețe de joasă altitudine (Alopecurus pratensis, Sanguisorba officinalis), Alvar nordic și șisturi calcaroase precambriene, Pășuni de coastă din Baltica boreală, Terase mlăștinoase și terase nisipoase neacoperite de apă la reflux, Mlaștini alcaline, Recifuri.
La baza desemnării sitului se află mai multe specii protejate:
- plante (2): Artemisia oelandica, Sisymbrium supinum
- păsări (15): ciuf de câmp (Asio flammeus), Branta leucopsis, cristeiul de câmp (Crex crex), sfrâncioc roșiatic (Lanius collurio), sitar de mal nordic (Limosa lapponica), ferestraș mic (Mergus albellus), bătăuș (Philomachus pugnax), ploier auriu (Pluvialis apricaria), ciocântors (Recurvirostra avosetta), chiră mică (Sterna albifrons), pescăriță mare (Sterna caspia), chiră de baltă (Sterna hirundo), Sterna paradisaea, chiră de mare (Sterna sandvicensis), fluierar de mlaștină (Tringa glareola)
- mamifere (2): Halichoerus grypus, focă obișnuită (Phoca vitulina)